# 蕭映
臨川獻王蕭映（458年—489年3月5日），字宣光，南齊宗室，南北朝時期南齊高帝蕭道成第三子，齊武帝蕭賾之弟。生母謝貴嬪。

## 生平
宋後廢帝元徽四年（476年），蕭映出仕任著作佐郎，後曾調任撫軍行參軍及南陽王文學。宋順帝昇明元年（477年）十二月，荊州刺史沈攸之起兵反對蕭映父親蕭道成，蕭道成以蕭映為寧朔將軍，命其鎮守自己所領之南兗州的治所京口。沈攸之在昇明二年（478年）被平定後，蕭映先後獲授中軍諮議、中軍從事中郎及輔國將軍，淮南宣城二郡太守之職，但蕭映都沒有拜官。昇明二年四月甲午（478年6月3日），因南兗州刺史黃回遭蕭道成控制的朝廷誅殺，蕭映以輔國將軍假節督南兗兗徐青冀五州諸軍事、行南兗州刺史。後曾改授給事黃門侍郎，領前軍將軍，但於九月戊申（10月15日）以冠軍將軍還督五州軍事、南兗州刺史。及後轉督為監。昇明三年三月甲辰（479年4月9日），蕭道成受封齊公，建齊臺，同時讓包括蕭映在內六名蕭道成兒子各封為一千五百戶食邑的開國縣公。不過，六人的封爵還未及決定封地，蕭道成就在同年四月甲午日（479年5月29日）篡宋自立，建立南齊。
四月戊戌日（6月2日），蕭映獲授使持節、都督荊湘雍益梁寧南北秦八州諸軍事、平西將軍、荊州刺史。六月甲申日（7月18日）封臨川王，依例食邑二千戶。後又加領湘州刺史。不過，其實原任荊州刺史蕭嶷一直未有還京，蕭映亦沒有赴任；而蕭道成亦以北魏有軍事行動，遂於九月乙巳日（10月7日）正式命蕭嶷以荊湘二州刺史留鎮荊州，而蕭映則改授使持節、散騎常侍、都督揚南徐二州諸軍事、前將軍、揚州刺史。建元二年十二月壬子日（481年2月5日），蕭映改任持節、散騎常侍、都督荊湘雍益梁巴寧南北秦九州諸軍事、鎮西將軍、荊州刺史、接替入朝升任司空、揚州刺史的蕭嶷出鎮荊州，並獲賜鼓吹隊一部。建元四年（482年），蕭道成去世，皇太子蕭賾即位為齊武帝，進蕭映為征西將軍，解散騎常侍。
永明元年九月己卯日（483年10月20日），蕭映入朝任侍中、驃騎將軍。永明二年（484年），武帝賜蕭映油絡車禮遇。永明五年（487年），以本號加開府儀同三司。蕭映在永明七年正月壬戌日（489年3月5日）去世，時年三十二歲。朝廷賜棺材、朝服及衣服作喪用，並贈司空。

## 性格特徵
史載蕭映擅長騎射，通解音律，而且左右手都能寫書法及射箭，平日應接賓客時都展現優美風采，故其死時朝野都很惋惜。而蕭映出任揚州刺史時才二十歲，但史載他以聰敏處事，轄下府州曹局各人都帶著恐懼地奉行其命令，是宋文帝時期彭城王劉義康出任揚州刺史以後再未發生的現象。

## 逸事
蕭映在荊州時曾經派人帶錢到建康買東西，有人勸他先用這筆錢在江陵買土產，在建康售出土產後再買所需的東西，能從轉售中賺得少許利錢。不過蕭映認為他不是商人，不該這樣求利益。

## 屬官

### 府佐
平西府（479年）
- 江謐，臨川王平西長史[9]

前軍府（479年－480年）
- 劉靈哲，臨川王前軍諮議參軍[10]
- 蕭諶，臨川王前軍參軍[11]

鎮西府（480年－）
- 王奐，臨川王鎮西長史[12]
- 蕭諶，臨川王鎮西中兵參軍[11]

征西府（－483年）
- 呂安國，臨川王征西司馬[13]

驃騎府（483年－489年）
- 到撝，臨川王驃騎長史[14]
- 劉祥，臨川王驃騎從事中郎[15]
- 宗夬，臨川王驃騎行參軍[16]

### 國官
臨川王國（479年－489年）
- 宗夬，臨川王國常侍[16]

## 子女
史載蕭映九子皆封侯
- 蕭子晉，蕭映長子，襲臨川王爵。在齊官至侍中。梁朝時任輔國將軍、高平太守。後以謀反被梁武帝誅殺。
- 蕭子游，蕭子晉弟，封州陵侯。在齊官至黃門侍郎。喜歡音樂和懂得演奏樂器，但梁朝時因為其家發生淫穢及殺人之事而被檢舉。與子晉一同被誅。
- 蕭子賢，史書不載，蕭映弟蕭晃之子，但過繼了給蕭映，封平樂侯。兒子蕭彪為北周少保[17]。

## 延伸阅读
[在维基数据编辑]
 《南齊書·卷35》，出自萧子显《南齊書》
 《南史/卷43》，出自李延壽《南史》